# Dammfallebäckens naturreservat
Dammfallebäckens naturreservat är ett naturreservat i Norrköpings kommun i Östergötlands län.
Området är naturskyddat sedan 2023 och är 83 hektar stort. Reservatet ligger nordväst om Skärblacka och består av Dammfallebäcken och Fräkensjön med omgivande gammal barrskog och stora våtmarker som inte påverkats av dikning.